# John Wood (explorador)
 John Wood (Perth, 1812 - 14 de noviembre de 1871) fue un oficial naval escocés, topógrafo, cartógrafo y explorador, recordado principalmente por su exploración de Asia central, en especial por las fuentes del río Oxus (hoy Amu Daria).

## Biografía
Wood nació en Perth, Escocia. Después de estudiar en la Academia de Perth, se unió a la Armada británica de la India, fue nombrado teniente y pronto demostró un don para la agrimensura. Muchos de los mapas del sur de Asia que compiló siguieron siendo una referencia durante el resto del siglo XIX.
En 1835, a la edad de veintidós años, comandó el primer barco de vapor que remontó el río Indo y examinó el río a medida que avanzaba. En 1838, dirigió una expedición que encontró una de las fuentes del río Oxus (hoy Amu Daria) en Asia central. La Royal Geographical Society reconoció su trabajo otorgándole su Medalla del Patrono en 1841.
Después de sus exploraciones en Asia central, Wood pasó un año en Wellington, Nueva Zelanda, antes de regresar a la India y establecerse en Sind, una provincia del norte del país que ahora forma parte de Pakistán. En 1871 decidió regresar a Gran Bretaña, pero antes de partir hizo un último viaje a Shimla en la región del Punyab, donde cayó enfermo. No obstante, se embarcó en el viaje de regreso a casa, pero murió solo dos semanas después de su llegada, el 14 de noviembre. Los realtos de sus viajes se publicaron en 1872.